# Кубок России по регби-7 среди мужских команд
Кубок России по регби-7 среди мужских команд
Кубок России по регби-7 среди мужских команд— ежегодное соревнование для российских профессиональных регбийных клубов, проводимое Федерацией регби России, главный кубковый регбийный турнир по регби-7 в России и второй по значимости турнир после Чемпионата России по регби-7.

## Участники Кубка России по регби-7 среди мужских команд

### Сезон-2024
| «Кубок России по регби-7» | «Кубок России по регби-7» |
| Клуб                      | Город                     |
| ------------------------- | ------------------------- |
| Балтийский шторм          | Калиниград                |
| ССКК Богатыри             | Краснодар                 |
| ВВА-Подмосковье           | Монино                    |
| Таганий Рог               | Таганрог                  |
| Сборная Дагестана         | Дагестан                  |
| МАР                       | Москва                    |
| Застава-7                 | Санкт-Петербург           |
| Сибирь                    | Новосибирск               |

## Призёры
| Год  | 1-е место       | 2-е место     | 3-е место        |
| ---- | --------------- | ------------- | ---------------- |
| 2024 | ВВА-Подмосковье | ССКК Богатыри | Балтийский шторм |